# Fiedler (entreprise)
Pour les articles homonymes, voir Fiedler.
Fiedler SA est une entreprise fabriquant des aiguilles de montres à Carouge (canton de Genève). Elle a été fondée en 1848 par Valentin Leisenheimer, à Genève. C'est la plus ancienne fabrique d’aiguilles de Suisse encore en activité.

## Historique

### La « maison Leisenheimer»

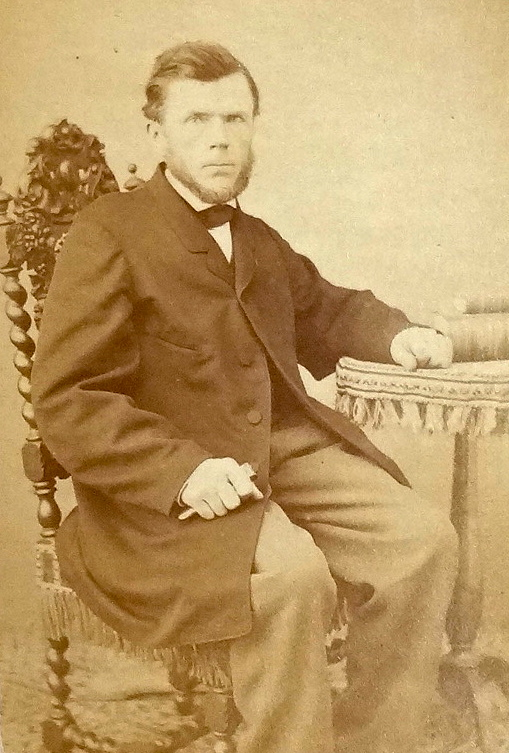
Valentin Leisenheimer en 1863.

Valentin Leisenheimer crée des ateliers à la Servette en 1848 et produit des aiguilles de montre, ses fils reprendront l’entreprise qui reste dans la famille jusqu’en 1918. Les ateliers déménagent à la rue de Lyon avant la fin du XIXe siècle,. 
Valentin Leisenheimer est né en 1811 à Waldsheim, en Hesse rhénane (aujourd’hui Rhénanie-Palatinat). Il devient serrurier et entreprend de voyager comme le font les artisans de l’époque. Il reçoit en 1830 un « Livret de voyage » (Wanderbuch) où les fonctionnaires témoignent de son périple dans plusieurs villes d’Allemagne et de Suisse ; il reste quelque temps dans l’Entlebuch (Lucerne) où il devient « mécanicien ». Il arrive finalement à Genève en 1836 et s’y établit, épouse Jeanne Dériaz en 1842 (ils auront sept enfants vivants), créé la fabrique d'aiguille en 1848, est naturalisé en 1858 et meurt en 1891. Presque toute la famille a été impliquée dans l’entreprise, les années 1850-1870 ont été une période faste pour la « Fabrique » genevoise. Charles, le fils aîné né en 1842 et son frère Émile né en 1853 sont ensemble à la tête de la fabrique en 1893 (l’entreprise est alors nommée « C. & E. Leisenheimer Frères »). À la mort de Charles, Émile reprend seul le flambeau jusqu’à son décès en 1913,.
Émile Leisenheimer a laissé des traces dans les archives qui montrent qu’il s’est beaucoup investi dans sa profession, et aussi dans la société genevoise. Il a été président de la Société des horlogers de Genève et membre de la Commission de surveillance de l’École d’horlogerie. Il a rédigé des Notes sur l’acier. Un article paru en 1896 décrit la production de la maison Leisenheimer : « Aiguilles à poire en tous genres, fleur de lys, gothiques, Louis XV, pour tous les genres et grandeurs, et en plus une curieuse collection d’aiguilles avec monogrammes très bien exécutés à la main par M. E. Leisenheimer ».  

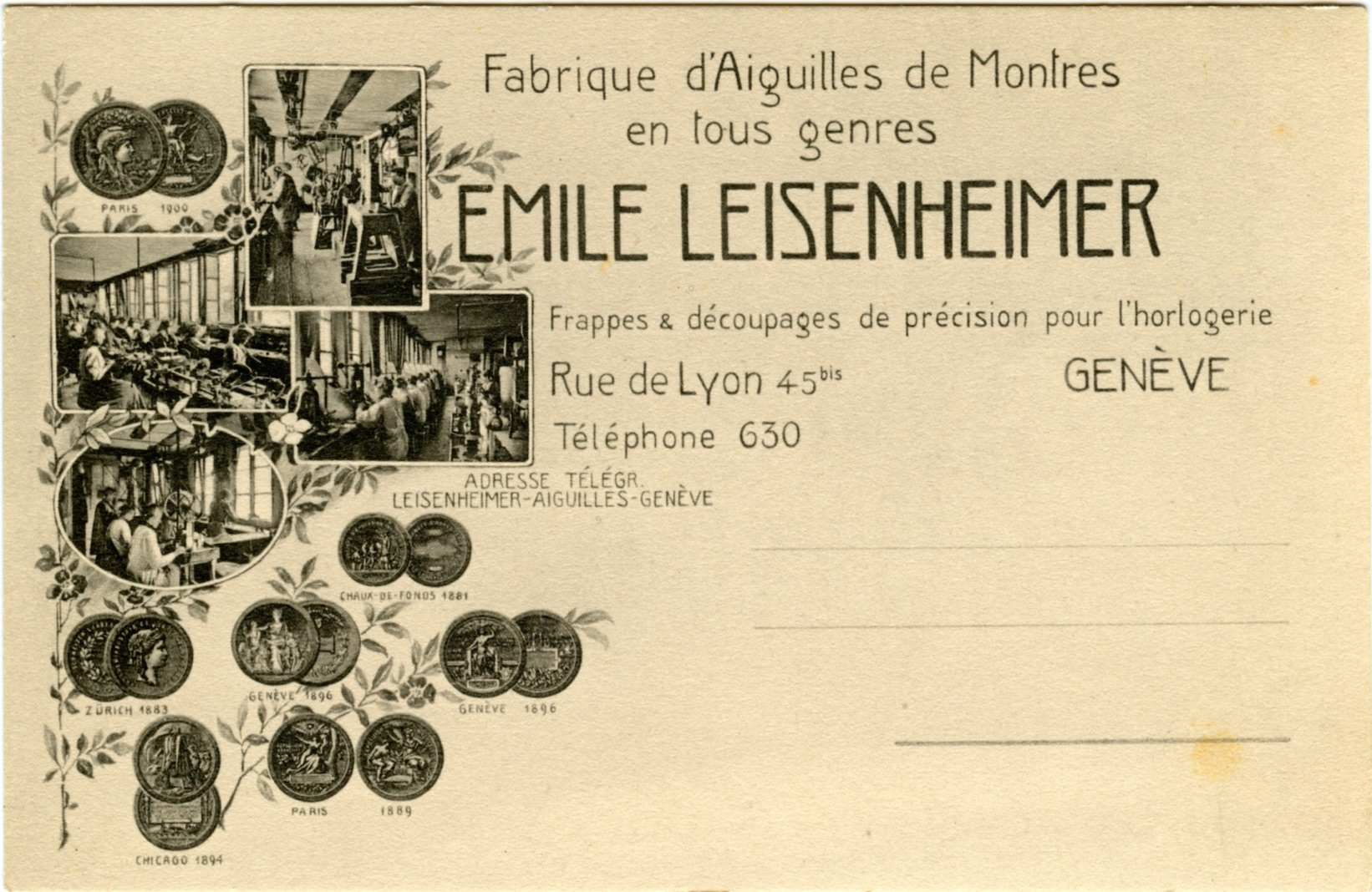
Carte postale publicitaire, Émile Leisenheimer, vers 1900-1913.

Le bâtiment du 45 bis rue de Lyon se trouvait aux limites de la ville, tout proche du clos Voltaire dans le quartier des Délices. Il a appartenu à Valentin et Jeanne Leisenheimer. D’une surface de 98 mètres carrés sur un terrain de 594 mètres carrés, il abritait les ateliers sur tout le rez et le 1er étages (sauf une pièce au rez donnant sur le jardin). En 1895 la famille d’Émile Leisenheimer habite sur place (avec deux enfants), ainsi qu’un frère. La valeur de l’outillage était estimée à 8 500 francs en 1895 ; jusqu’en 1903 plus de 18 000 francs sont investis pour la modernisation, dès lors toutes les machines sont « mues par l’électricité ». Une carte postale du début du XXe siècle reproduit sept médailles reçues lors d’expositions en diverses villes dont Paris (1889 et 1900), Chicago (1894) et Genève (exposition nationale de 1896). Cette carte montre aussi quatre photographies des ateliers où l’on distingue au moins 25 employés.

### La «maison Fiedler»
Théodore Fiedler (originaire de La Chaux-de-Fonds) travaille chez Leisenheimer depuis 1907, puis reprend la direction et achète l’entreprise en 1918. Les ateliers Leisenheimer deviennent la « maison Fielder ». Elle ne compte alors qu’une dizaine d’employés. L’entreprise déménage à Carouge en 1952 (au 5, route de Saint-Julien), elle compte alors environ quarante employés. Le fils de Théodore, Ernest Fiedler, reprend la direction et développe les machines tout en renforçant les contacts avec les marques horlogères.
Pierre Chillier, le gendre d’Ernest Fiedler, intègre l’entreprise en 1969. Après le décès d’Ernest en 1993, il reprend la direction. La société change de nom et devient « Fiedler SA ». Isabelle Chillier, fille de Pierre, intègre l’entreprise en 2001 et reprend la direction générale en 2015.
En 1992, un incendie détruit les ateliers et la production est interrompue durant six mois.

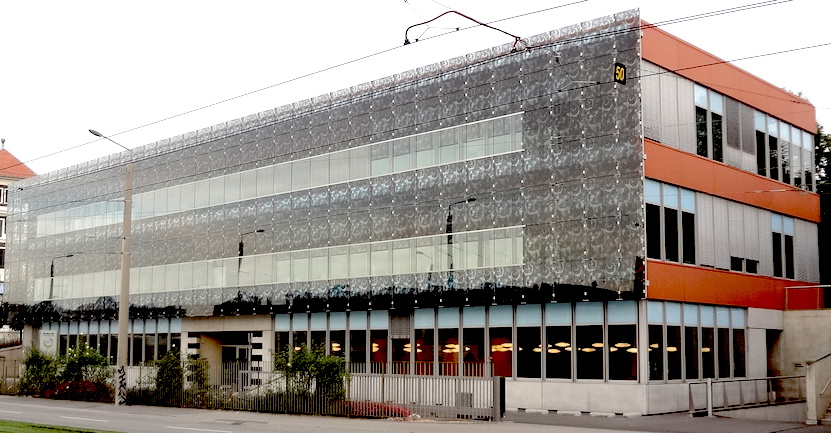
Le bâtiment à Carouge.

Avec l’augmentation de ses activités, l’entreprise et ses 90 employés sont à l’étroit au début des années 2000. Il est décidé de construire un nouveau bâtiment, toujours à Carouge (au 11, route de Saint-Julien) car c’est à proximité que vit l’essentiel du personnel (« formé par les anciens »). La surface des locaux passe de 1 000 m2 à 4 000 m2, pour un coût total de 25 millions de francs,. Le déménagement dans le nouveau bâtiment a lieu en 2006.

## Production
« Savant mélange entre artisanat et industrie, la fabrication d’aiguilles de montre reste très manuelle. »

— Florence Dumont in Bilan, 2006
Les aiguilles sont réalisées à partir de bandes de métal (bronze, laiton, or). Plus de vingt étapes de fabrication sont nécessaires, selon les produits, dont : pré-perçage du « trou de canon » (emplacement du futur axe) servant de repère, « canonnage » par emboutissage, mise à hauteur de la surface brute par « diamantage » (avec une fraise diamant), découpage de l’aiguille par poinçonnage, collage sur un support pour pouvoir exécuter la finition par diamantage, éventuellement « frappe » de la tête et du corps de l’aiguille, « avivage » (polissage), mise en couleur par bain galvanique ou « vernissage », conditionnement sur des cartes de 20 aiguilles, contrôle manuel, emballage dans du papier de soie. 
Fiedler SA fournit en 2005 les maisons Rolex, Patek Philippe, Vacheron Constantin, Audemars Piguet, Piaget, Harry Winston, Baume & Mercier, Omega, Longines, Roger Dubuis, entre autres. 3,5 millions d’aiguilles sont vendues annuellement en 2005, 4 millions en 2006, plus de 6 millions en 2014. L’exigence de qualité fait qu’après une vingtaine d’étapes de fabrication, seulement 60 à 70 % des aiguilles sont vendues (par exemple, aucune rayure n’est tolérée).
En 2014, sur environ 180 employés, 150 travaillent à la production.